# LZMA
LZMA (angleška kratica za Lempel-Ziv-Markov chain-Algorithm, Lempel-Zivov algoritem z markovsko verigo) je algoritem za kompresiranje podatkov. Ta algoritem je v razvoju od leta 1998 in je uporabljen v formatu 7z programa za arhiviranje 7-zip.
Algoritem LZMA uporablja za kompresiranje podatkov imenik besed podobno kot LZ777. Imenik besed je spremenljiv (do 4 GB). Poglavitna lastnost algoritma LZMA je visoko kompresijsko razmerje (po navadi večje kot pri algoritmu bzip2).

## Lastnosti algoritma LZMA
- visoko kompresijsko razmerje
- spremenljiva velikost imenika (celo do 4 GB)
- kompresijska hitrost: 1 MB/s na 2 GHz CPU
- dekompresijska hitrost: približno 10-20 MB/s na 2 GHz CPU
- majhne potrebe po imeniku arhivne datoteke (odvisno od velikosti podatkov)
- majhna koda potrebna za dekompresiranje (5 KB)
- 7-zip podpira večjedrne procesorje »multi-threading« in P4 »hyper-threading« metodo.